# 징거미새우
징거미(영어: East Asian river prawn, 학명: Macrobrachium nipponense 마크로브라키움 니포넨세[*])는 징거미새우속에 속한 종 중 하나이다. 중국, 일본, 한국, 베트남, 미얀마, 타이완, 이란에 서식한다. 민물에 서식하며, 돌 틈이나 바위틈에서 발견할 수 있는데, 제2가슴다리가 집게처럼 발달한 것이 특징이다. 이 집게다리로 영역싸움을 하고 먹이를 사냥한다. 참고로, 제1가슴다리는 섭식에 사용한다.

## 인간과 징거미
한국 만화 은비 까비의 옛날 옛적에서는 <가재가 된 징거미>라는 소재의 만화영화를 방영하였고, 경상도 지방에는 징거미를 소재로 한 유희요인 <징거미타령>이 있다.
애완 동물로도 사육되며 사육시에는 새우보단 가재의 사육 방법을 따른다. 낚시미끼, 구이, 탕 등으로도 이용된다.

## 같이 보기
- 한국징거미새우 (Macrobrachium koreana. 한국고유종)
- 두두럭징거미새우 (Macrobrachium equidens)
- 큰징거미새우 (Macrobrachium rosenbergii, 외래도입종)